# Тихоокеанский институт географии
Тихоокеанский институт географии Дальневосточного отделения Российской академии наук (сокр. ТИГ ДВО РАН) — научно-исследовательский институт Дальневосточного отделения Российской академии наук, организованный в 1971 году. Ведущее научное учреждение географического профиля на российском Дальнем Востоке. Расположен во Владивостоке.

## История
Тихоокеанский институт географии создан 1 октября 1971 года при Дальневосточном научном центре Академии наук СССР. Директором-организатором института стал крупный ученый, географ, член-корреспондент АН СССР А. П. Капица. Основная задача нового института состояла в организации, проведении и координации полномасштабных географических исследований районов Дальнего Востока и природных геосистем в переходной зоне «континент—океан».
В мае 2002 года к Тихоокеанскому институту географии прикреплен Камчатский институт экологии и природопользования, ставший впоследствии Камчатским филиалом ТИГ ДВО РАН.
В 2013 году коллектив научных сотрудников Тихоокеанского института географии ДВО РАН награжден Премией Русского географического общества имени С. И. Дежнева.
В 2018 году институту по результатам оценки ФАНО результативности научных организаций присвоена I категория по профилю «Генерация знаний».
В 2019 году в институте учреждена новая четвертая тема научно-исследовательских работ в рамках государственного задания Минобрнауки РФ: "Соотношение антропогенной и природной трансформации разноранговых географических систем Северо-Восточной Азии в условиях изменения климата для определения рисков и возможностей инновационного пространственного социально-экономического развития Тихоокеанской России". Для выполнения данной темы создана лаборатория трансформаций контактных геосистем.
В 2020 году институт учредил научный журнал «Тихоокеанская география». С октября 2022 года журнал включен в перечень ВАК.
В 2021 году институт отметил 50-летие основания. В рамках юбилейных мероприятий было принято и проведено XVI-е Совещание географов Сибири и Дальнего Востока, а также создано и открыто новое для института научно-вспомогательное подразделение — музей истории географии. 1 октября 2021 года на парадном фасаде здания Тихоокеанского института географии открыты памятные доски в честь первых директоров, членов-корреспондентов АН СССР А. П. Капицы и Г. И. Худякова.

## Научные подразделения
- Лаборатория палеогеографии и геоморфологии (руководитель — д.г.н. Н. Г. Разжигаева)
- Лаборатория геохимии (руководитель — д.г.н. В. М. Шулькин)
- Лаборатория биогеографии и экологии (руководитель — д.б.н. С. В. Осипов)
- Лаборатория природопользования приморских регионов (руководитель — к.г.н. В. В. Жариков)
- Лаборатория социальной и медицинской географии (руководитель — к.б.н. С. А. Лозовская)
- Лаборатория территориально-хозяйственных структур (руководитель — д.г.н. А. В. Мошков)
- Лаборатория экологии и охраны животных (руководитель — к.б.н. И. В. Середкин)
- Лаборатория гидрологии и климатологии (руководитель — д.г.н. В. В. Шамов)
- Лаборатория моделирования динамики геосистем (руководитель — к.т.н. А.Н. Бугаец)
- Информационно-картографический центр (руководитель — к.г.н. Н.В. Мишина)
- Центр ландшафтно-экологических исследований (руководитель — к.г.н. А. Н. Качур)
- Региональный центр по мониторингу окружающей среды Северо-Западной Пацифики (координатор — к.г.н. А. Н. Качур)
- Камчатский филиал ТИГ ДВО РАН (директор — д.б.н. С. Г. Коростелев)
- Северо-Восточная научная база ТИГ ДВО РАН в пос. Черском (руководитель — С. А. Зимов)
- Научно-экспериментальная база «Смычка»
- Научная база в п. Хрустальном (находится в консервации)

Ранее в структуре института существовали отдельные лаборатории: палеогеографии; геоморфологии; морских ландшафтов; мерзлотоведения; устойчивого природопользования и экспертизы; эколого-географической экспертизы; медицинской географии; региональных проблем расселения; геокибернетики; геоинформационных технологий и моделирования геосистем; и др.
При институте существует аспирантура по пяти профилям наук о Земле. В 2016—2019 годах работал диссертационный совет по специальности «Геоэкология», в 1993—2012 годах существовал совет по специальности «Геоморфология и эволюционная география».

## Основные научные направления
Основные научные направления исследований института:
- изучение структуры и динамики географических систем в переходной зоне (суша–океан) и их моделирование;
- исследование путей развития и оптимизации региональных типов природопользования, в том числе прибрежно-морского, на основе геоинформационных технологий, разработка региональных программ устойчивого природопользования;
- изучение динамики и взаимосвязей территориальных природно-ресурсных систем и территориальных структур хозяйства и расселения, разработка программ устойчивого развития дальневосточных районов России с учетом интеграционных процессов в Азиатско-Тихоокеанском регионе.

## Сотрудники института
Всего в институте работает 213 человек, в том числе 108 научных сотрудников, из них:
- Член-корреспондент РАО — 1
- Докторов наук — 13
- Кандидатов наук — 63

### Директора института
- 1-й директор (1971—1979) — А. П. Капица, член-корреспондент РАН, физико-географ и геоморфолог
- И. о. директора (1977—1979) — Ш. Ш. Гасанов, кандидат геолого-минералогических наук, геолог
- 2-й директор (1979—1991) — Г. И. Худяков, член-корреспондент РАН, физико-географ, геоморфолог и геолог
- 3-й директор (1991—2016) — П. Я. Бакланов, академик РАН, экономико-географ
- 4-й директор (2016—2019) — В. В. Ермошин, кандидат географических наук, картограф
- 5-й директор (с 2019) — К. С. Ганзей, доктор географических наук, физико-географ

### Научные руководители института
- Научный руководитель в 2017—2023 годах — Бакланов Пётр Яковлевич, академик Российской академии наук

### Ученые института
В разные годы в институте работали известные ученые-географы:
- К. К. Марков, академик АН СССР
- А. П. Капица,  член-корреспондент РАН, директор-организатор Института (1971—1979)
- Г. И. Худяков, член-корреспондент РАН
- В. Я. Сергин, доктор наук
- Б. И. Втюрин, доктор наук
- В. В. Никольская, доктор наук
- С. Я. Сергин, доктор наук
- Ю. Г. Пузаченко, доктор наук
- Ш. Ш. Гасанов, доктор наук
- Э. Г. Коломыц, доктор наук
- Б. В. Поярков, доктор наук
- С. С. Ганзей, доктор наук
- Б. В. Преображенский, доктор наук
- Е. И. Болотин, доктор наук
- В. П. Селедец, доктор наук
- В. И. Чупрынин, доктор наук
- Д. Г. Пикунов, доктор наук
- А. П. Кулаков, доктор наук
- М. Т. Романов, доктор наук
- Н. К. Христофорова, доктор наук, засл. деят. науки РФ
- Г. В. Колонин, кандидат наук
- А. А. Степанько, кандидат наук, ученый секретарь Института (1996—2017)

## Дирекция
- Директор: Ганзей Кирилл Сергеевич, доктор географических наук
- Заместитель директора по научной работе: Жариков Василий Валерьевич, кандидат географических наук
- Ученый секретарь: Родникова Илона Мироновна, кандидат биологических наук